# Sztutowo (stacja kolejowa)
Sztutowo – wąskotorowa stacja kolejowa Żuławskiej Kolei Dojazdowej znajdująca się we wsi Sztutowo w gminie Sztutowo, w powiecie nowodworskim, w województwie pomorskim. Położona jest na linii kolejowej ze Stegny Gdańskiej do Piasków. Odcinek do Sztutowa został otwarty w 1905 roku. Odcinek ze Sztutowa do Piasków otwarto w 1944 roku, jednak po 1945 roku został on rozebrany.